# Herman Ottó Gimnázium
A Herman Ottó Gimnázium Miskolc egyik legnagyobb és Borsod-Abaúj-Zemplén vármegye egyik legnevesebb gimnáziuma. 1878-ban jött létre, 1957-ben kapta meg a Herman Ottó nevet, a jeles polihisztorról. Eleinte leányiskolaként működött, 1963-tól koedukált képzés folyik.

## Története

### A „régi Herman”
Az iskola első épületében (ma Városház tér 6.) 1878 óta folyik oktatás. A Bükk Zsigmondné Sebe Terézia által adományozott telken és házban, kibővítve és felszerelve, Samassa József egri érsek alapított először hatosztályos népiskolát. Ekkor települtek ide a szatmári anyazárdából az irgalmas rendi nővérek. 1889-ben a népiskola felső leányiskolával bővült, majd 1907-ben Samassa érsek rendeletére a másodfokú felsőbb leányiskolát nyilvános jellegű négyosztályos polgári leányiskolává alakították.
1927-ben, Borsodban elsőként öt évfolyamos tanítónőképző nyílt az épületben Szmrecsányi Lajos egri érsek engedélyével. 1930-ban alsó tagozatos gyakorló iskolát szerveztek hozzá, ez később (1934) kéttagozatúvá vált. 1927-ben a Kun József utcában (ma Kis-Hunyad utca) internátus céljára új épületszárnnyal bővült az intézmény. 1934 nyarán a tanítónőképzés számára az udvarban egyemeletes épületet emeltek.
1938-ban megindult a líceumi képzés, és létrejött az érseki római katolikus leánylíceum és tanítóképző intézet. 1939-ben megvették internátus céljára a Hunyadi utca 6. szám alatti Patay-házat. 1948-ban államosították az intézményt, létrejött falai között a Városház Téri Állami Általános Leányiskola, és itt működött az Állami Tanítónő- és Óvónőképző Intézet is, utóbbi 1948 és 1950 között.
1950 után az általános iskola mellett a tanítónőképző maradt meg 1957-ig. 1957-ben a helyi tanács a megszűnő tanítónőképző és a megszűnt általános iskola helyére leánygimnáziumot szervezett az épületben, öt gimnáziumi osztályt telepítettek ide. (A tanítónőképző még három osztállyal megmaradt, az utolsó évfolyam azonban már Sárospatakon képesítőzött.) 1957-ben vette fel az iskola Herman Ottó nevét. 1963-tól bevezették a koedukált képzést. 1993-ban az épületet át kellett adni a Római katolikus egyháznak, a Herman Ottó Gimnázium új helyre költözött.

### Az „új Herman”
Új épülete a Tizeshonvéd utcai sörgyár helyén 1889-ben épült egykori József laktanya épülete lett. A laktanyát 1926-ban Csáki István tervező emeletráépítési terve alapján kétemeletessé bővítették, ezután csendőrparancsnokság, majd 1945 után a Miskolci Járási Rendőrkapitányság működött benne. Használták honvédtovábbképző intézetként, majd újra laktanyaként. 1957 és 1980 között a járási és megyei munkásőr-parancsnokságnak, 1964 és 1989 között pedig a pártoktatási igazgatóságnak is adott helyet. 1987 és 1989 között felújítási munkálatokat végeztek az épületen, 1989 végén azonban leálltak a munkával. 1991-ig állagmegóvás nélkül ki volt téve az időjárás szeszélyeinek. 
1992-ben a városi közgyűlés döntése alapján a Herman Ottó Gimnázium épületét átadták a katolikus egyháznak (ma a Fráter György Katolikus Gimnázium és Kollégiumhoz tartozik), ezért az iskolát új épületbe költöztették. 1993-ban elkészült Pirity Attila tervei és irányítása alapján a gimnázium új épülete a Tizeshonvéd utca 21. szám alatt. Az iskola beköltözött új székhelyére. 1994-ben a négyosztályos képzés mellett megindult a nyolcosztályos gimnáziumi képzés is. Az új iskola legrégibb épületrésze (a jelenlegi menza) sörfőző műhely volt, amelyre már 17. századi források is utalnak. Mai formáját a 18. század végén, illetve a 19. század elején nyerte el. (1883-ban főztek itt utoljára sört.) 1889-ben az akkori Serház utcában (ma Tizeshonvéd utca) egyemeletes laktanyát építettek, amelyet József főhercegről neveztek el. Falai között a 10. honvéd gyalogezred kapott helyet. Az első világháborúban legendás hírnevet szereztek a „tízes honvédek”, a korábbi Serház utcát 1928-ban róluk nevezték el. Az első világháború, illetve a honvédség átszervezése után már nem használták az épületet laktanyának.
1995-ben átadták az új tornacsarnokot is az épülettel szembeni oldalon, amelyben három elkülönített résszé alakítható, teljes méretű kézilabdapálya, továbbá kondicionáló és aerobikterem került kialakításra, belmagassága pedig a röplabda előírásaihoz igazodik. A csarnok több alkalommal szolgált a Kézilabda Diákolimpia országos és megyei fordulóinak helyszínéül. Az új épületegyüttest és az iskolát átkötő híd kapcsolja össze.
2012-ben az intézmény korszerű, önálló természettudományi oktatólaboratóriummal bővült, mely tudománynépszerűsítéssel is foglalkozik, bekapcsolódott például a Kutatók Éjszakája rendezvénysorozatába.
2016-ban innen indult az úgynevezett „kockásinges forradalom”.
A gimnázium alapítása óta az országos szinten stabilan jól teljesítő közoktatási intézmények közé tartozik. 2018-ban a HVG által készített középiskolai rangsorban összesített országos 12., a Budapesten kívüli intézmények között pedig 3. helyen szerepelt. Akkreditált Kiváló Tehetségpont, 2012-ben és 2019-ben Miskolc Nívódíjával tüntették ki. Több tanára Ericsson-díjat kapott, a közelmúltban pedig robotika szakkört is indítottak. Az intézmény az Euroexam és a Deutsches Sprachdiplom (DSD) akkreditált nyelvvizsgapartnere, testvériskolával rendelkezik Aschaffenburgban.
2019-ben a gimnázium újraalkotta a "We Are the World" című világslágert, a videoklipet pár nap alatt több mint félmillióan tekintették meg. Ugyanebben az évben a ballagó diákoknak is készült meglepetés: osztályfőnökeik és tanáraik Dés László Emlékem vagy című slágeréhez forgattak egy videoklipet, hogy maradandó élményt nyújtsanak a ballagóiknak.

## Képek

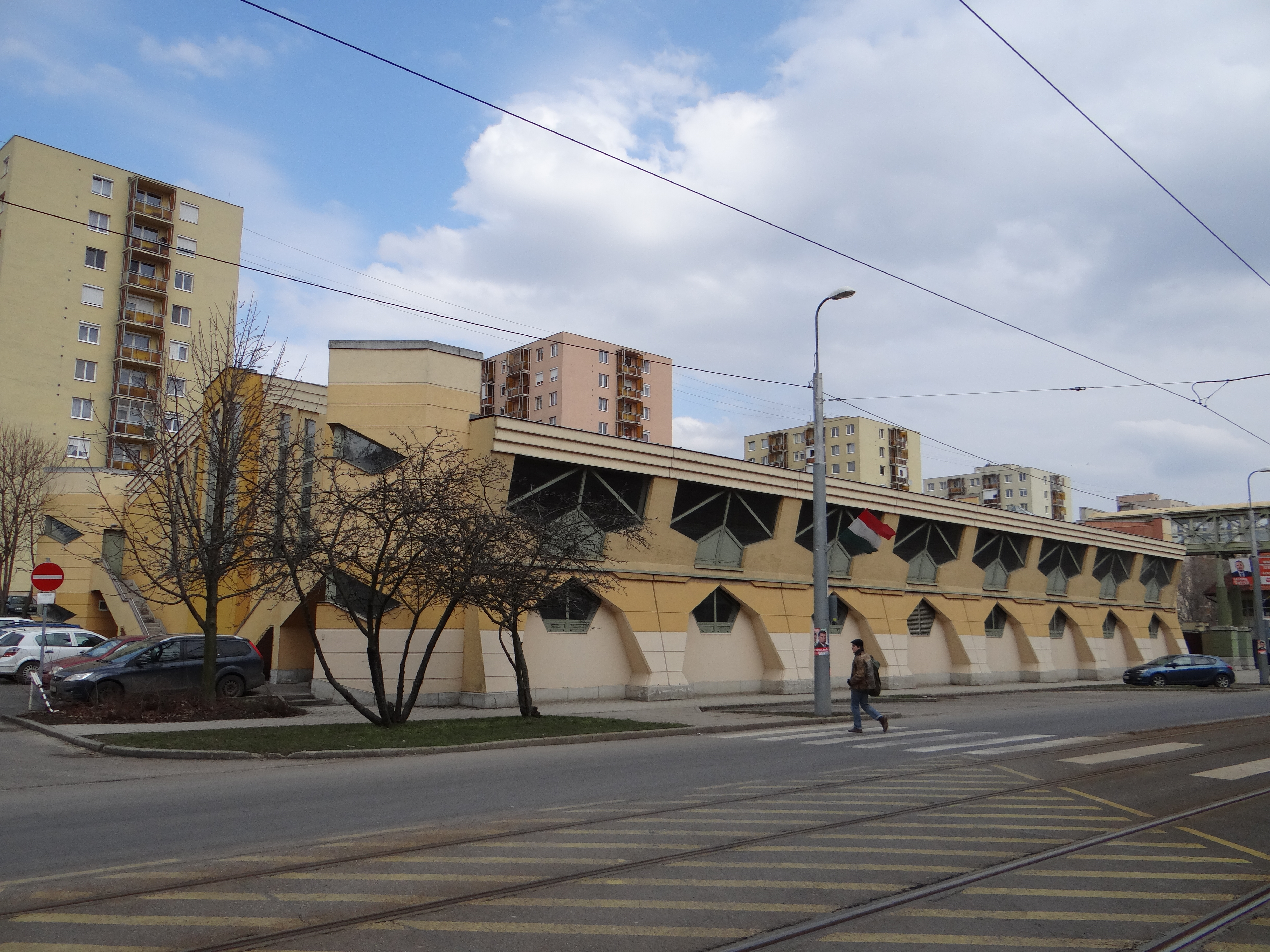
A gimnázium tornaterme
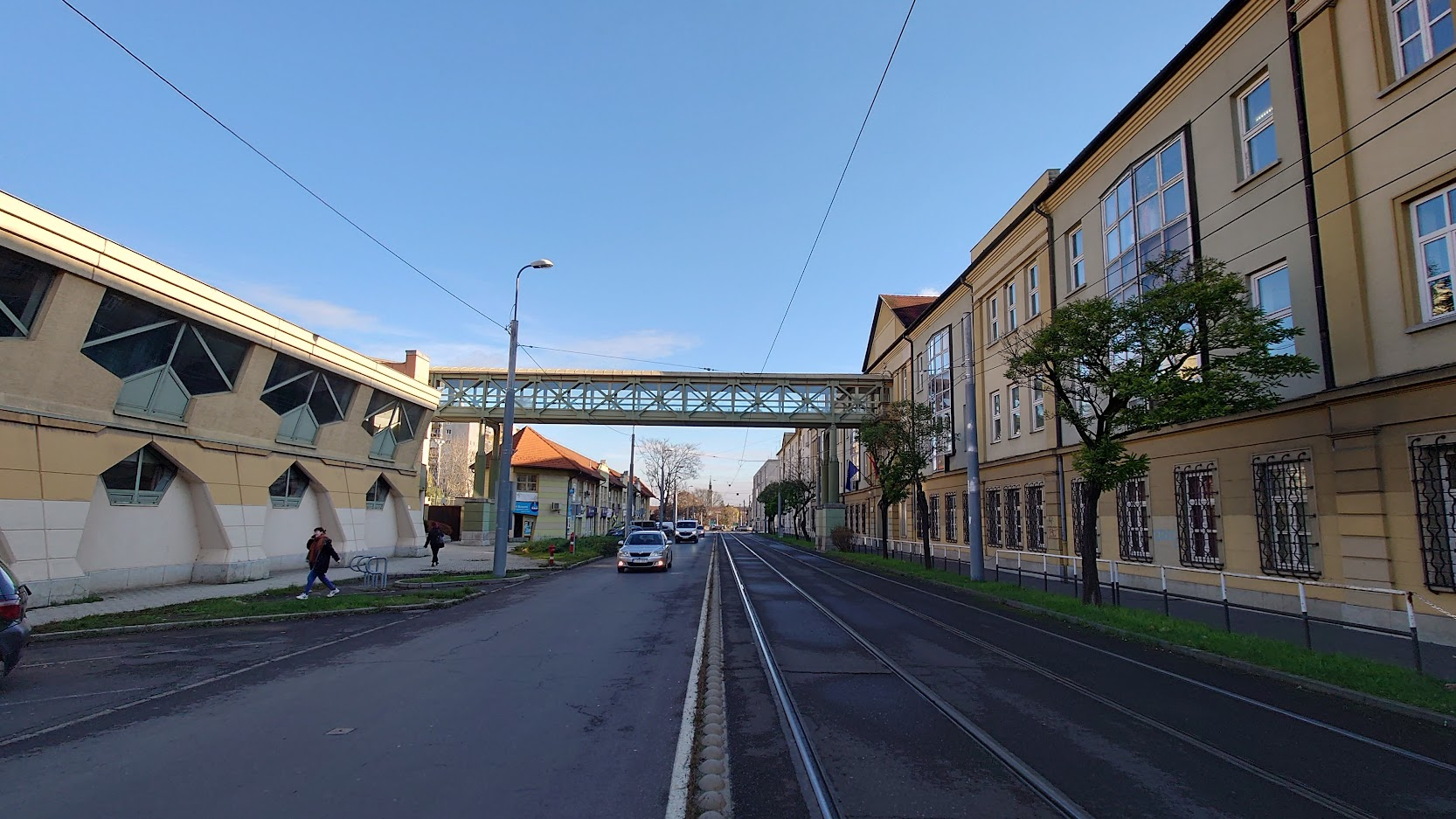
Híd a gimnázium és a tornaterem között
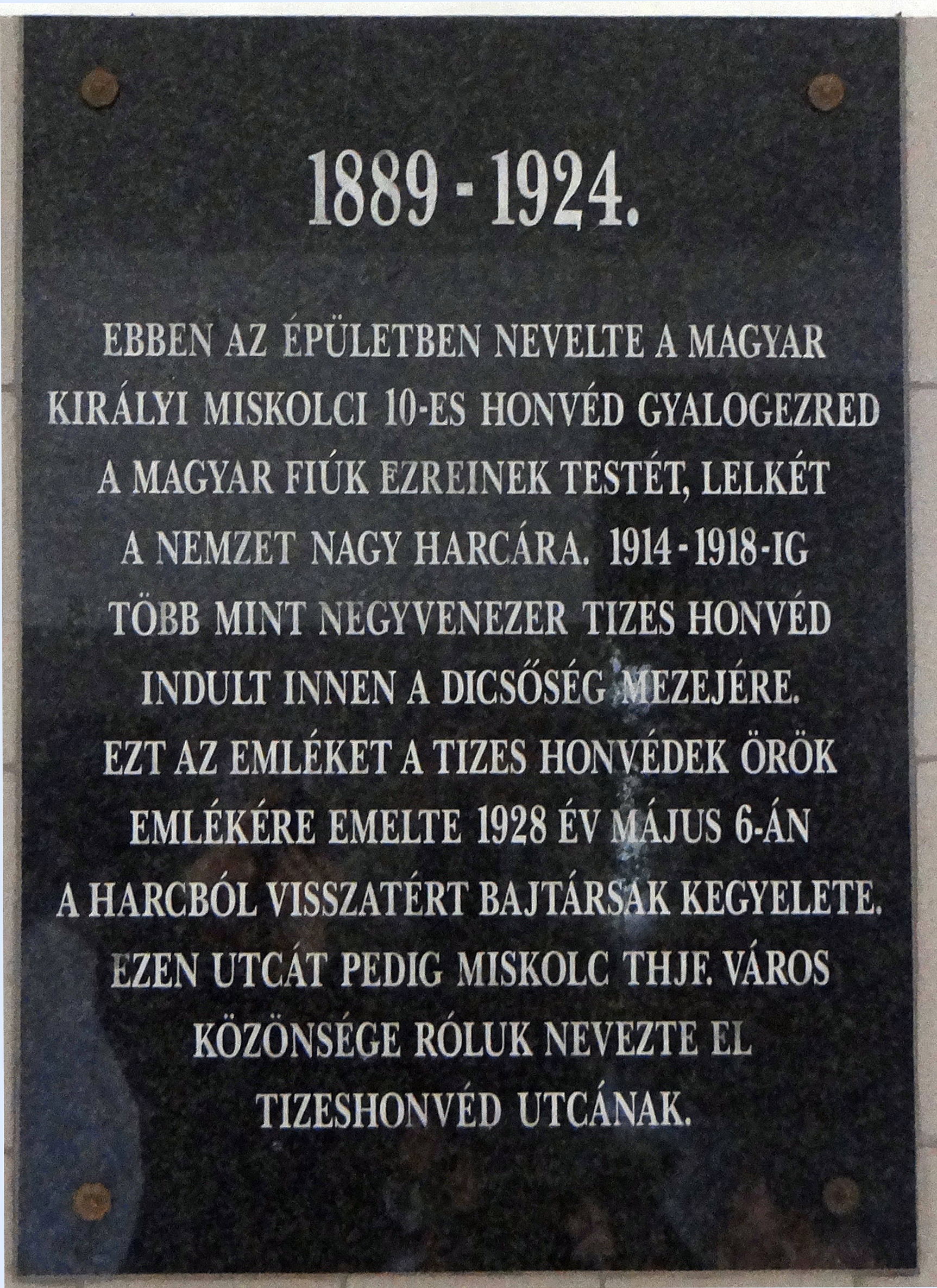
A 10-es honvédek emléktáblájának másolata az iskola aulájában
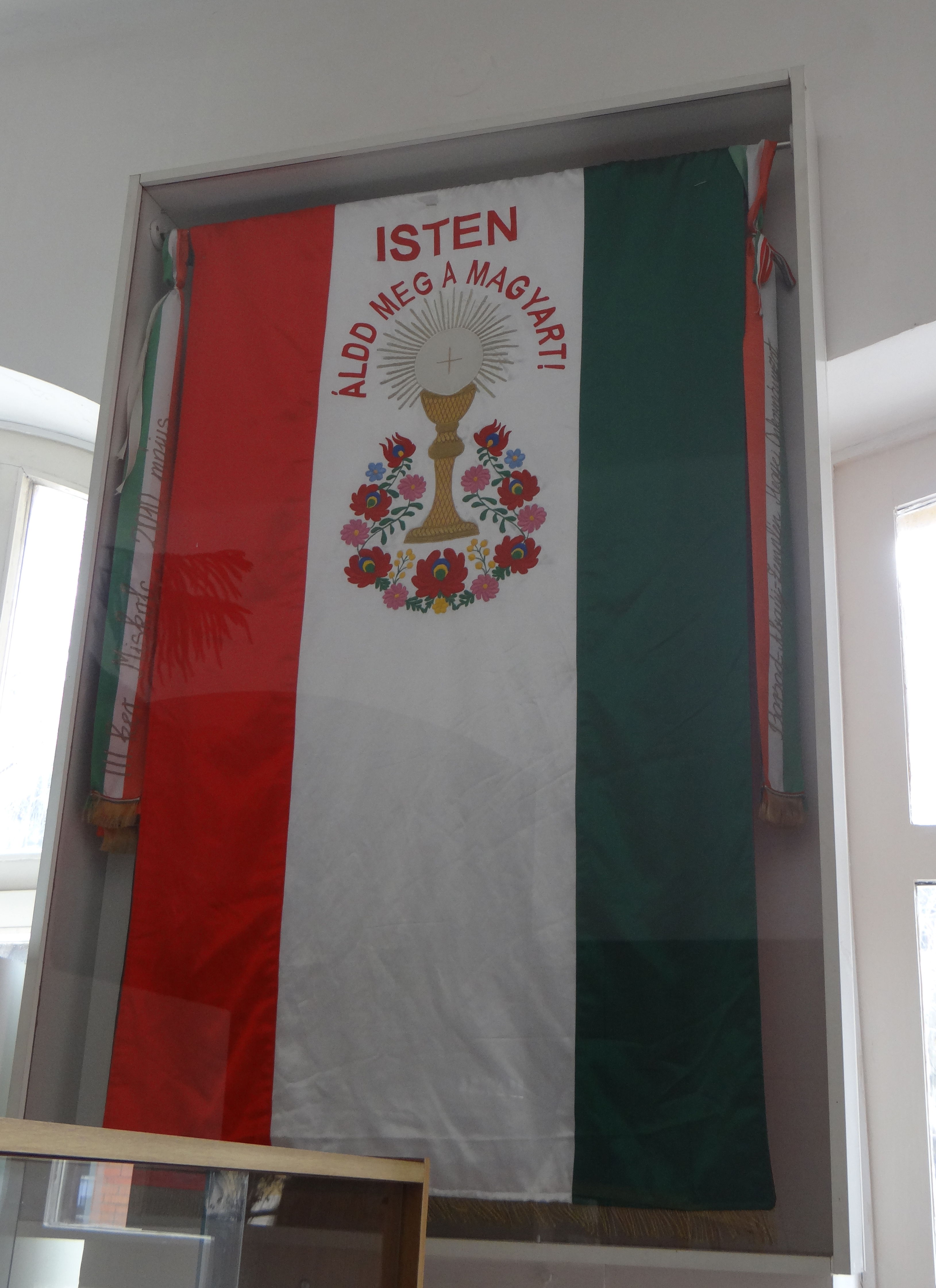
Emlék ezredzászló az iskolában